# 宙斯之子：赫拉克勒斯
是一部美国動作冒險奇幻片，导演布莱特·拉特纳，主演巨石强森、伊恩·麦克肖恩、卢夫斯·塞维尔、约瑟夫·费因斯、彼得·穆兰、约翰·赫特。该片改编自史蒂夫·摩尔的漫画《赫拉克勒斯：色雷斯人的战争》。2014年7月25日，该片由派拉蒙电影和米高梅在全球多个国家和地区同步上映，包括美国、台湾、加拿大、英国等地。
该片和《大力戰神》是好莱坞2014年上映的关于“赫拉克勒斯”的两部电影之一。

## 剧情
该影片讲述了古希腊大力士“赫拉克勒斯”與志同道合的朋友在色雷斯地区的浪漫愛情故事。

## 演出
| 演员                   | 角色         | 备注                       |
| 巨石强森               | 赫拉克勒斯   | 宙斯與人類女性之子，半神人 |
| 约翰·赫特              | 科蒂         | 色雷斯国王                 |
| 卢夫斯·塞维尔          | 奥托里库斯   | 飛鏢手，斯巴達人           |
| 伊恩·麥克夏恩          | 安菲阿拉俄斯 | 長矛兵及預言家，亞果人     |
| 英格丽德·波尔索·贝达尔 | 阿塔兰塔     | 弓箭手，亞馬遜女戰士       |
| 艾賽兒·漢寧            | 泰鐸斯       | 斧手                       |
| 瑞斯·里奇              | 伊奥劳斯     | 赫拉克勒斯的侄子，雅典人   |
| 丽贝卡·弗格森          | 尔葛妮亚     | 色雷斯公主                 |
| 约瑟夫·费因斯          | 欧律斯透斯   | 国王                       |
| 彼得·穆兰              | 斯塔克斯     | [ 3 ]                      |
| 伊莉娜·沙伊克          | 墨伽拉       | 赫拉克勒斯的妻子           |
| 乔·安德森              |              | [ 5 ]                      |
| 塔米娜·史奴卡          |              | [ 6 ]                      |
| 芭芭拉·帕尔文          | 安提玛切     | [ 7 ] [ 8 ]                |
| 托比亚斯·桑特曼        | 雷素斯       | [ 9 ]                      |

## 制作
为了拍摄该片，巨石强森用了一年时间调整饮食，八个月时间展开强度训练。

## 上映
2014年7月25日，该片在北美洲放映了3,595场。上映当日票房是1100万美元，首周票房是2900万美元，排行第二名，紧随《露西》。
2014年10月17日，巨石强森和导演布莱特·拉特纳来到中国大陆北京市宣传该片，巨石强森接受记者采访回答他和成龙、李连杰对打谁会赢时，回答自己会赢。
烂番茄新鲜度60%，Metacritic上25家媒体综评47，获得混合口碑。中国大陆累计8150万人民币。